# Robert McKimson
Robert "Bob" McKimson Senior (13 d'octubre de 1910–29 de setembre de 1977) va ser un animador, il·lustrador i director estatunidenc conegut pel seu treball en les sèries de dibuixos animats Looney Tunes i Merrie Melodies per a la Warner Bros.

## Biografia
Després de deu anys d'educació artística, McKimson començà a treballar per Walt Disney. Va estar en l'estudi dos anys abans de treballar per a Hugh Harman i Rudolf Ising. El 1946, McKimson fou promogut a director, reemplaçant a Frank Tashlin. Compartí el seu lloc amb Friz Freleng i Chuck Jones fins que Warner Bros. va tancar l'estudi d'animació el 1963. Durant aquest període, McKimson va crear els personatges del Foghorn Leghorn i el Dimoni de Tazmània, i va dirigir els dibuixos animats on apareixien Hippety Hopper i El gat Silvestre. També va crear a Speedy González per al curtmetratge de 1953 Cat-Tails For Two.
Els critics consideren a McKimson com a millor animador que director. El seu estil és descrit com a poc innovador en comparació a Jones o Freleng. A més, McKimson afavoria un estil d'actuació exagerat per als seus personatges, en contrast als curts de Jones.
Encara que no va arribar a assolir l'estil de Jones, o l'habilitat musical de Freleng, McKimson és considerat per alguns com el director amb més talent artístic de Termite Terrace. El 1942, McKimson va dibuixar un retrat de Bugs Bunny, recolzat sobre un arbre i menjant una pastanaga. Aquesta imatge es va convertir en la imatge definitiva del personatge i ha estat imitada per nombrosos artistes. McKimson va ser, durant molts anys, l'animador i dissenyador més talentós de l'estudi; va crear el disseny definitiu de Bugs Bunny el 1943. Els seus companys admiraven l'habilitat de McKimson per dibuixar sense fer servir línies per guiar-se.
Durant el 1953, l'estudi d'animació de Warner Bros. va haver d'apartar de la feina els seus animadors durant sis mesos. Així, McKimson va haver de buscar substituts, els quals mai van poder igualar el nivell artístic d'aquells amb qui havia treballat (la pèrdua de l'escriptor Warren Foster va ser un canvi significatiu). Durant aquest període té alguns mèrits, amb diversos curtmetratges populars basats en el treball de Robert Gribbroek. Edità tres curtmetratges The hole idea, Dime to retire i Too hop to handle (fou l'únic animador que aparegué als credits d'aquest últim.
La Warner Bros. va tancar el seu estudi d'animació el 1963 i McKimson es va traslladar a DePatie-Freleng Enterprises, els amos de la qual eren Friz Freleng i David H. DePatie. Allà, McKimson dirigí diversos curtmetratges de L'Inspector i va treballar en dibuixos animats de Looney Tunes i Merrie Melodies encarregats per Warner Bros. El 1967, la Warner va obrir novament el seu estudi; McKimson va tornar-hi a treballar el 1968 i s'hi va estar fins que va tancar definitivament el 1969. El seu últim treball per a Warner Bros. va ser "Injun Trouble" amb Cool Cat. "Injun Trouble" va ser a més l'últim curtmetratge original de Looney Tunes i Merrie Melodies produït per l'estudi d'animació de Warner Bros. abans que aquest tanquès.
El 1972 tornà a DePatie-Freleng per dirigir alguns curts de la pantera rosa entre altres sèries.
McKimson morí el 29 de setembre de 1977. Va patir un atac de cor mentre menjava al costat de Friz Freleng i David H. DePatie. Tenía 66 anys i havia passat recentment una prova mèdica on no li havien diagnosticat cap problema de salut.

## Família
Tenia dos germans - Charles McKimson i Tom McKimson els quals també es dedicaren a l'animació.